# یواس‌اس مینوتور (ای‌آرال-۱۵)
یواس‌اس مینوتور (ای‌آرال-۱۵) (به انگلیسی: USS Minotaur (ARL-15)) یک کشتی بود که طول آن ۳۲۸ فوت (۱۰۰ متر) بود. این کشتی در سال ۱۹۴۴ ساخته شد.